# Bușmei
Bușmei – wieś w Rumunii, w okręgu Neamț, w gminie Farcașa. W 2011 roku liczyła 168 mieszkańców.